# Acrolophus uncispinis
Acrolophus uncispinis är en fjärilsart som beskrevs av Walsingham 1915. Acrolophus uncispinis ingår i släktet Acrolophus och familjen Acrolophidae. Inga underarter finns listade i Catalogue of Life.